# Comtat de Lancaster (Carolina del Sud)
Lancaster /ˈlæŋkəstər/ és un comtat a l'estat dels Estats Units de Carolina del Sud. En el cens del 2020 es registraren 96.016 habitants. La seu del comtat és a Lancaster, amb una població urbana de 23.979. El comtat fou creat el 1785. El comtat de Lancaster s'inclou a l'àrea estadística metropolitana de Charlotte - Concord - Gastonia, Carolina del Nord. Es troba a la regió de Piedmont.
D'aquest comtat procedia Andrew Jackson, setè president dels Estats Units.

## Història
Els indis catawba ocuparen el que més tard s'organitzaria en el comtat de Lancaster, com a part de les seves històriques terres tribals. Els catawbes de parla siouan foren considerades una de les tribus més poderoses del sud-est. Es creu fou on s'originaren els catawbes i altres pobles siouans unint-se com a tribus individuals al sud-est. Principalment sedentaris, practicant l'agricultura, els catawba eren amables amb els primers colons europeus.

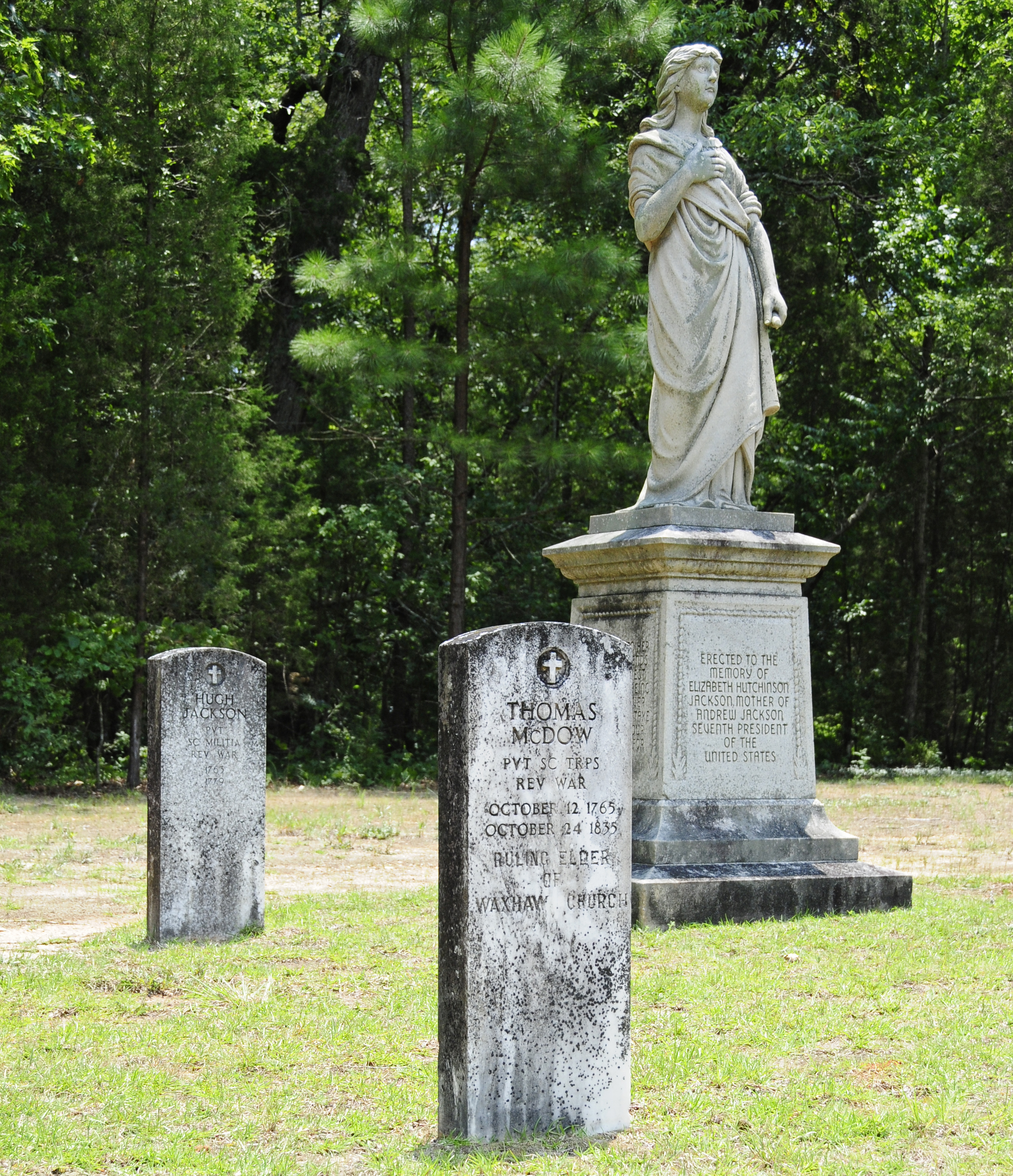
Cementiri de l'església presbiteriana de Waxhaw

Quan els primers anglo-europeus arribaren a la zona al començament  de la dècada del 1750, establint-se entre Rum Creek i Twelve Mile Creek. Waxhaw Creek, en aquesta zona, rebé el nom de la tribu índia waxhaw, prominent a la regió. La majoria dels nous colons eren escocesos-irlandesos emigrats de Pennsilvània, havent desembarcat a Filadèlfia. S'hi van unir altres escocesos-irlandesos de l'interior de Carolina del Nord i Virgínia. Els colons escocesos-irlandesos eren exclusivament presbiterians. D'aquests més de 9 de cada 10 provenien del comtat d'Antrim, Irlanda, en el que des d'aleshores s'ha convertit en Irlanda del Nord. Una minoria important de la població era alemanya.
Molts d'aquests primers colons migraren a Carolina del Sud des de Lancaster (Lancashire), a la regió nord-oest d'Anglaterra. Havien posat nom al comtat per la Casa de Lancaster, que s'havia oposat a la Casa de York en les lluites de 1455–85, coneguda com la Guerra de les Roses. La Casa de Lancaster trià la rosa vermella com a emblema, mentre que els seus rivals, el comtat de York, llueixen la rosa blanca.
A Hanging Rock Creek, a la part baixa de l'actual comtat de Lancaster, sorgí un segon assentament. La colònia de Carolina del Sud feu un primer grant (una mena de cessió de terres) als colons el 1752; incloïa una roca massiva sobresortint per la qual va rebre el nom el rierol. Quan la colònia obrí aquesta secció, altres colons hi arribaren i s'establiren resseguint Lynches Creek, Little Lynches Creek, Flat Creek, Beaver Creek i la part inferior de Camp Creek. En arribar a la zona de Lancaster, els primers colons usaren els antics camins indis. L'augment del trànsit començà a ampliar els camins i millorar-los com a camins de terra. Diversos colons de les regions angleses de Norfolk, Suffolk i Essex arribaren al que més tard es convertiria en el comtat de Lancaster a finals de la dècada de 1750. Aquests colons eren principalment baptistes, metodistes i anglicans. Després de la Revolució Americana, els anglicans es convertiren al credo de l'Església Episcopal.

## Geografia
D'acord a al'Oficina del Cens el comtat té una superfície de 555.05 milles quadrades (1,437.6 km2), de les quals 549.07 milles quadrades (1,422.1 km2)  son terra ferma i 5.98 milles quadrades (15.5 km2)   (1,08%) és cobert pel les aigües. Limita a l'oest amb el riu Catawba i Sugar Creek i a l'est amb el riu Lynches.

### Comtats adjacents
- Comtat de Union (Carolina del Nord) - nord-est
- Comtat de Chesterfield - est
- Comtat de Kershaw - sud
- Comtat de Fairfield - sud-oest
- Comtat de York - oest
- Comtat de Chester - oest
- Comtat de Mecklenburg, Carolina del Nord - nord

### Comunitats
Ciutat
- Lancaster (seu del comtat i comunitat més gran)

Towns
- Heath Springs
- Kershaw
- Van Wyck

Llocs designats pel cens
- Buford
- Elgin
- Irwin
- Springdale
- Tradesville
- Unity

Altres comunitats no incorporades
- Indian Land
- Taxahaw

Antiga comunitat
- Lancaster Mill

### Cens del 2020
| carrera                        | Núm.   | Perc.  |
| ------------------------------ | ------ | ------ |
| Blanc (no hispà)               | 64.927 | 67,62% |
| Negre o afroamericà (no hispà) | 19.101 | 19,89% |
| nadiu americà                  | 220    | 0,23%  |
| asiàtic                        | 1.765  | 1,84%  |
| Illenc del Pacífic             | 14     | 0,01%  |
| Altres/Mixtes                  | 3.695  | 3,85%  |
| hispà o llatí                  | 6.294  | 6,56%  |

D'acord al cens del 2020 al comtat hi havia 24.327 famílies, 96.016 persones i 35.410 llars.

### Cens del 2010
Al cens del 2010 al comtat hi havia 76.652 persones, 29.697 llars, i 21.122 famílies. La densitat de població era de 139.6 habitants per milla quadrada (53.9/km2). Hi havia 32.687 habitatges amb una densitat mitjana de 59.5 per milles quadrades (23.0/km2). La composició racial del comtat era d'un 71,5% de  blancs, un 23,8% de negres o afroamericans, un 0,6% d'asiàtics, un 0,3% d'indis americans, un 2,4% d'altres races i un 1,3% de dues o més races. Els d'origen hispà o llatí representaven el 4,4% de la població. Pel que fa a l'ascendència, el 23,9% eren nord-americans, el 8,0% irlandesos, el 7,6% anglesos i el 7,2% alemanys .
De les 29.697  llars en un 33,2% hi vivien nens de menys de 18 anys, en un 51,0% hi vivien parelles casades, en un 15,4% dones solteres, en un 28,9% no hi vivien famílies i en un 24,7% hi vivient persones soles. El nombre mitjà de persones vivint a cada habitatge era de 2,51 i el nombre mitjà a cada família era de 2,97. La mitjana d'edat era de 39,7 anys.
La renda mediana d'una llar del comtat era de 38.959 $ i la renda mediana d'una família de 46.388 $. Els homes tenien una renda mediana de 39.681 $ mentre que la de les dones era de 28.985 $. La renda per capita del comtat era de 19.308 $. Aproximadament el 15,8% de les famílies i el 20,4% de la població estaven per davall del llindar de pobresa, incloent el 30,2% dels menors de 18 anys i l'11,2% dels de 65 o més.

### Cens de l'any 2000
Segons el cens del 2000 al comtat hi havia 61.351 persones, 23.178 llars i 16.850 famílies resultant una densitat de 112 habitants per milla quadrada (43/km2). Hi havia 24.962 habitatges amb una densitat mitjana de 46 habitants per milla quadrada (18/km2). La composició racial del comtat era d'un 71,03% de blancs-americans, un  26,86% d'afroamericans, un 0,22% de nadius americans, un 0,27% d'asiàtic-americans, 0,02% d'illencs del Pacífic, un 0,89% d'altres races i un 0,71% de dues o més races. L'1,59% de la població era hispana o llatina de qualsevol raça.
Dels 23.178 habitatges en un 33,40% hi vivien nens menors de 18 anys, en un 52,60% hi vivien parelles casades, en un 15,50% dones solteres i en un 27,30% no eren unitats familiars. En el 23,70% dels habitatges hi vivia gent sola, el 9,40% dels quals tenien 65 anys. El nombre mitjà de persones per habitatge era de 2,56 i el nombre mitjà de persones per família era de 3,01.
Per edats la població es repartia en les següents classes etàries: un 25,40% tenia menys de 18 anys, un 8,60% entre 18 i 24, un 30,30% entre 25 i 44, un 23,60% entre 45 i 60 i un 12,10% 65 anys o més. La mitjana d'edat era de 36 anys. Per cada 100 dones hi havia 98,20 homes. Per cada 100 dones de 18 o més anys hi havia 95,40 homes.
La renda mediana d'una llar del comtat era de 34.688 $ i la renda mediana d'una família de 40.955 $. Els homes tenien una renda mediana de 30.176 $ mentre que la de les dones era de 22.238 $. La renda per capita del comtat era de 16.276 $. Aproximadament el 9,70% de les famílies i el 12,80% de la població estaven sota el llindar de pobresa, incloent el 16,50% dels menors de 18 anys i el 15,80% dels de 65 anys o més.

## Resultats electorals a la presidència de la Unió
Des de principis del segle XX el comtat era pràcticament demòcrata fins a les eleccions del 1940. A partir de llavors el comtat ha anat virant gradualment cap al partit republicà superant per primer cop als demòcrates a les eleccions del 1972 en que sortí elegit Richard Nixon. Durant el segle XXI (fins a les eleccions del 2024) el comtat s'ha decantat sempre majoritàriament cap al vot republicà.

## Economia
El 2022 el PIB fou de 4.300 milions de dòlars (uns 39.708 dòlars per càpita), i el PIB real fou de 3.800 milions de dòlars (uns 34.740 dòlars per càpita) en chained dollars del 2017.
A l'abril del 2024 alguns dels més majors ocupadors del comtat eren Food Lion i Wal-Mart.
| Sector                                                              | Núm. de treballadors | Percentatge d'ocupació (%) | Salari mitjà anual ($) |
| ------------------------------------------------------------------- | -------------------- | -------------------------- | ---------------------- |
| Serveis d'allotjament i alimentació                                 | 2.208                | 9,0                        | 20.644                 |
| Serveis Administratius i de Suport i Gestió i Remediació de Residus | 1.650                | 6,7                        | 32,604                 |
| Agricultura, silvicultura, pesca i caça                             | 81                   | 0,3                        | 38.896                 |
| Arts, entreteniment, i lleure                                       | 162                  | 0,7                        | 19.084                 |
| Construcció                                                         | 873                  | 3,6                        | 64.220                 |
| Finances i assegurances                                             | 1.024                | 4,2                        | 87.724                 |
| Serveis sociosanitaris                                              | 3.846                | 15,7                       | 61.256                 |
| Informació                                                          | 488                  | 2,0                        | 98.696                 |
| Gestió empresarial i de companyies                                  | 1.706                | 7,0                        | 96.668                 |
| Manufactures                                                        | 2.796                | 11,4                       | 60.320                 |
| Altres serveis (llevat administració pública)                       | 633                  | 2,6                        | 35.984                 |
| Professionals, científics i serveis tècnics                         | 2.239                | 9,1                        | 101.816                |
| Administracions públiques                                           | 1.563                | 6,4                        | 48,152                 |
| Immobiliàries, lloguer i lísing                                     | 306                  | 1,3                        | 62.192                 |
| Comerç al detall                                                    | 3.648                | 14,9                       | 31.928                 |
| Transport i emmagatzematge                                          | 331                  | 1,4                        | 57.252                 |
| Infraestructures                                                    | 194                  | 0,8                        | 74.256                 |
| Majoristes                                                          | 731                  | 3,0                        | 91.000                 |
| Total                                                               | 24.479               | 100,0%                     | 58.427                 |